# Manuel García Barrado
Manuel García-Barrado (La Calzada de Oropesa, Toledo, 1 de enero de 1918, 5 de diciembre de 2006, Mauthausen, Austria) fue un militar español que participó en la guerra civil española y fue superviviente del campo de concentración de Mauthausen.

## Biografía
Pasó su infancia y su juventud en Madrid, en el barrio de Delicias, y estudió en los Salesianos de ese mismo barrio.
Desde 1937 combatió en España contra los franquistas. En 1939 huyó a Francia, donde fue internado en el campo de Gurs. Posteriormente se alistó para la Legión Extranjera.
En 1940, tras el hundimiento de Francia ante la Alemania nazi, García Barrado fue apresado y enviado al Stalag XII-D (Tréveris). El 3 de abril de 1941 fue llevado al campo de Mauthausen. Pudo sobrevivir gracias a colocarse como delineante en el campo central y después en el campo anejo de Gusen. En 1945 fue liberado en Gusen. 
Tras su liberación permaneció en la región de Mauthausen, se casó allí y tuvo dos hijos. En el periodo de posguerra fue futbolista en el equipo local de Mauthausen. Durante esos años trabajó en la industria siderúrgica en Linz.
En los años 60, cuando en el lugar en que había estado emplazado el campo de concentración se instaló un Museo, se encargó de dichas instalaciones, dependientes del Ministerio Federal del Interior. En 1983 se jubiló. 
Fue condecorado con la Cruz de oro al mérito en el servicio (Goldenen Verdienstkreuzes) de la República de Austria y con el distintivo de plata al mérito en el servicio de la región de Alta Austria. El Estado español le condecoró en 1982 con la Cruz de Caballero de la Orden del Mérito Civil.